# DMDScript
DMDScript是由Digital Mars公司的开发的ECMA-262解释器，用D语言编写。

## 外部連結
- Digital Mars（页面存档备份，存于）（英文）
- Digital Mars: DMDScript（页面存档备份，存于）（英文）